# Jerzy Kursa
Jerzy Kursa (ur. 26 października 1930 we wsi Bonów, zm. 7 września 1992 w Nałęczowie), artysta plastyk, wieloletni nauczyciel PLSP im. J. Chełmońskiego w Nałęczowie i wykładowca Instytutu Wychowania Artystycznego UMCS, działacz społeczny.

## Życiorys
Jerzy Kursa urodził się 26 października 1930 r. we wsi Bonów ("Stary Bonów" – gmina Gołąb, powiat Puławy). Po wywłaszczeniu mieszkańców Bonowa – który znalazł się na obszarach przeznaczonych na cele wojskowe w 1936 r. – i zakupieniu przez znaczną część z nich ziemi należącej do majątku Siostrzytów Jerzy Kursa mieszkał na terenie gminy Trawniki, gdzie następnie powstała wieś Bonów ("nowy Bonów"). W czasie II Wojny Światowej brał udział jako łącznik w działaniach Armii Krajowej, której prężnie działający ośrodek znajdował się w pobliskich Biskupicach. W 1951 r. ukończył Liceum Ogólnokształcące w Milejowie, po czym rozpoczął wyższe studia artystyczne na Wydziale Architektury Wnętrz Wyższej Szkoły Sztuk Plastycznych w Poznaniu. Po ukończeniu studiów (dyplom pod kierunkiem prof. Jerzego Staniszkisa) w 1958 r. uzyskał tytuł zawodowy dyplomowanego artysty plastyka w zakresie architektury wnętrz. Od 1956 był żonaty z Bożeną Kursową (z domu Pędzisz), z którą miał córkę Jolantę. Od 1957 r. Jerzy Kursa mieszkał w Nałęczowie, gdzie zmarł 7 września 1992 r. i został pochowany na cmentarzu parafialnym.

## Działalność artystyczna
Jerzy Kursa od 1959 r. był członkiem nadzwyczajnym, a od 1970 r. członkiem zwyczajnym Związku Polskich Artystów Plastyków sekcji grafiki okręgu w Lublinie. Był członkiem zrzeszającej nałęczowskie środowisko plastyczne "Grupy Nałęczów". Działalność artystyczna Jerzego Kursy obejmowała: projektowanie wnętrz, mebli małych form drewnianych, grafikę artystyczną i użytkową (techniki: linoryt, monotypia, rysunek tuszem) oraz płaskorzeźbę. Zajmował się także rekonstrukcją zabytkowych wnętrz i mebli.
Brał udział w Ogólnopolskich Wystawach Plastyków w Radomiu (1959 i 1961), wystawach: "Przeciw Wojnie" (Lublin 1959-75), "Artyści plastycy w kręgu Cepelii" (Warszawa (Zachęta) 1973), wystawach Grupy Nałęczów (Lublin 1975) i wielu innych. Zdobył między innymi III nagrodę w ogólnopolskim konkursie na monety (1958) oraz dwie II nagrody w konkursach cepeliowskich.
W latach 1969–1976 pełnił funkcję kierownika nadzoru artystycznego w Spółdzielni Pracy "Artystyczny Przemysł Drzewny" w Nałęczowie. Był także członkiem komisji oceny wzorów obuwia w Łukowskich Zakładach Przemysłu Skórzanego w Łukowie i w Chełmskich Zakładach Obuwia w Chełmie. Współpracował z Cepelią.

## Działalność dydaktyczna
Jerzy Kursa w latach 1957-1979 pracował w Państwowym Liceum Sztuk Plastycznych im. Józefa Chełmońskiego w Nałęczowie jako nauczyciel rysunku technicznego, rysunku zawodowego, kompozycji z liternictwem oraz sprzętarstwa, pełnił także funkcję kierownika warsztatów. W czasie pracy w PLSP stworzył i prowadził Koło Szkutniczo-Żeglarskie, w ramach którego budował z uczniami kajaki i jachty żaglowe oraz organizował wakacyjne rejsy po Wiśle i Wielkich Jeziorach Mazurskich. W latach 1957–1959 i 1960-1964 uczył plastyki w Liceum Ogólnokształcącym im. Stefana Żeromskiego w Nałęczowie.
W roku 1979 Jerzy Kursa został powołany na stanowisko starszego wykładowcy w Zakładzie Teorii i Metodyki Wychowania w Instytucie Wychowania Artystycznego Uniwersytetu Marii Curie-Skłodowskiej w Lublinie, gdzie pracował do przejścia na emeryturę w 1990 r.

## Działalność społeczna
Jerzy Kursa należał do grupy osób reaktywujących w 1970 r. Towarzystwo Przyjaciół Nałęczowa. W 1975 współtworzył w Nałęczowie Koło Polskiego Związku Wędkarskiego "Pstrąg", w którym w latach 1975-1980 pełnił funkcję prezesa zarządu. Z jego inicjatywy Bystra stała się pierwszą rzeką na Lubelszczyźnie zarybioną pstrągiem potokowym. Był także twórcą niezrealizowanego projektu budowy zalewu rekreacyjnego na rzece Bochotniczance. W 1993 Koło PZW "Pstrąg" zorganizowało po raz pierwszy zawody wędkarskie o Puchar im. Jerzego Kursy, które od tego czasu odbywają się corocznie.

## Ordery i odznaczenia
Jerzy Kursa został odznaczony między innymi Krzyżem Kawalerskim Orderu Odrodzenia Polski, Złotym Krzyżem Zasługi, Srebrnym Krzyżem Zasługi, brązowym medalem "Za Zasługi dla Obronności Kraju", odznaką "Zasłużony Działacz Kultury", brązową odznaką "Zasłużony Pracownik Morza" i złotą odznaką PZW z wieńcami "Za Zasługi dla Wędkarstwa Polskiego".